# Caviomorpha
Caviomorpha é uma parvordem de roedores ao qual fazem parte todos os Hystricognathi da América do Sul.

## Famílias
- Infraordem Caviomorpha
  - †Luribayomys - incertae sedis
  - Superfamília Erethizontoidea
    - Família Erethizontidae - porcos-espinhos do Novo Mundo

  - Superfamília Cavioidea
    - †Guiomys
    - †Scotamys
    - Dasyproctidae - cutias
    - Cuniculidae - pacas
    - †Eocardiidae
    - Dinomyidae - pacarana
    - Caviidae - capivara, preás, porquinho-da-índia

  - Superfamília Octodontoidea
    - †Caviocricetus - incertae sedis
    - †Dicolpomys - incertae sedis
    - †Morenella - incertae sedis
    - †Plateomys - incertae sedis
    - †Tainotherium Turvey, Grady & Rye, 2006 - incertae sedis
    - Octodontidae
    - Ctenomyidae
    - Echimyidae
    - Myocastoridae
    - Capromyidae
    - †Heptaxodontidae

  - Superfamily Chinchilloidea
    - Chinchillidae - chinchilas e viscachas
    - †Neoepiblemidae
    - Abrocomidae